# 洞察学習
洞察学習（どうさつがくしゅう）は心理学における学習に関する説の一つ。ドイツのゲシュタルト心理学者ヴォルフガング・ケーラーにより、チンパンジーを用いた実験で導かれた。

## 実験
ケーラーはチンパンジーを檻の中に入れ、檻の外の手の届かない場所に好物のバナナを置き、チンパンジーの手の届く範囲に短い棒を置いた。続いて、檻の反対側の外に長い棒を置き、短い棒を使って長い棒を引き寄せる事ができるようにした。何匹かのチンパンジーは短い棒を使って届かない場所にあるバナナを引き寄せようとするが、失敗して檻の中で乱暴な行動を示した。しかし、チンパンジーは檻の中を歩き回ったり、周囲を見回したりしているうちに、突然短い棒を使い、檻の外の反対側にある長い棒を手繰り寄せ、そしてその長い棒を使って目的のバナナを手に入れることに成功した。
ケーラーはこのチンパンジーの行動は、考えた結果（洞察した結果）であると考えた。
ソーンダイクの試行錯誤説に対して洞察学習の特徴は、「解決行動が突然現れる」ことである。また、同じ状況に立った時にも解決策は繰り返され、消えにくい傾向にある。